# Гофман, Андрей Логгинович
Андрей Логгинович (Андрей-Генрих) Гофман (1798—1863) — российский государственный и общественный деятель. Действительный тайный советник (1859). Член Государственного совета Российской империи (1857).

## Биография
Родился 21 апреля (2 мая) 1798 года в Санкт-Петербурге; его отец — лютеранский законоучитель в 1-м кадетском корпусе, Логгин (Людвиг Иеремия) Гофман (05.01.1753, Ораниенбаум — 1801, Санкт-Петербург).
Окончил Санкт-Петербургскую гимназию и в 1823 году действительным студентом — философско-юридический факультет Санкт-Петербургского университета.
В службе и классном чине с 1816 года. В 1836 году  произведён в действительные статские советники, с 1844 года — тайный советник.
С 1840 года товарищ статс-секретаря по делам управления учреждениями ведомства Марии Фёдоровны. С 1842 года — управляющий  IV отделением Собственной Его Императорского Величества канцелярии и статс-секретарь Учреждений императрицы Марии Фёдоровны (до 1860 года).
С 30 августа 1857 года член Государственного совета Российской империи, член Главного совета женских учебных заведений и член Попечительного совета заведений общественного призрения. В 1859 году был произведён в действительные тайные советники.
Почётный член МОИП с 1855 года.
Умер 13 (25) августа 1863 года. Похоронен вместе с отцом на Волковском лютеранском кладбище. Был холост.

## Награды
Был награждён всеми российскими орденами вплоть до ордена Святого Александра Невского с бриллиантовыми знаками.
- Орден Святой Анны 3-й степени (25.04.1823)
- Орден Святого Владимира 4-й степени (24.01.1827)
- Орден Святой Анны 2-й степени (06.04.1830)
- Знак отличия беспорочной службы за XV лет (22.08.1832)
- Императорская корона к ордену Святой Анны 2-й степени (12.02.1833)
- Знак отличия беспорочной службы за XX лет (22.08.1837)
- Орден Святого Владимира 3-й степени (25.06.1839)
- Орден Святого Станислава 1-й степени (15.04.1841)
- Знак отличия беспорочной службы за XXV лет (22.08.1842)
- Орден Святой Анны 1-й степени (01.01.1845)
- Орден Святого Владимира 2-й степени (01.07.1847)
- Знак отличия беспорочной службы за XXX лет (22.08.1847)
- Орден Белого орла (03.04.1849)
- Золотая табакерка с алмазами и портретом императора Николая I (01.07.1849)
- Орден Святого Александра Невского (30.03.1852)
- Знак отличия беспорочной службы за XXXV лет (22.08.1852)
- Золотая табакерка с алмазами и портретом императрицы Александры Фёдоровны (22.04.1855)
- Бриллиантовые знаки к ордену Святого Александра Невского (30.08.1856)
- Знак отличия беспорочной службы за XL лет (22.08.1857)